# 电感耦合等离子体质谱法
电感耦合等离子体质谱法（英語：Inductively coupled plasma mass spectrometry，簡稱ICP-MS）拥有高的分析灵敏度和动态范围，可以分析樣本中的同位素组成。該法可測定的原子量範圍為7至250（從鋰至鈾），有時甚至更高。不過由於一般电感耦合等离子体都用氬做為载气，因此部分特定質量數之同位素之測定不適用於本法，例如40（氬原子）、80（氬二聚體）和56（氬氧離子）等。

## 组成
电感耦合等离子体质谱仪主要組成部分是：
- 电感耦合等离子体发生器部分，由高频功放管、线圈、同心石英管、雾化器、载气源组成。
- 电磁分离分离部分，有多种类型，比如四级杆（四级滤质器）、单聚焦、双聚焦、离子阱和飞行时间分离器等分离机构组成。其中以四级杆最常见，结构简单，效果较好，成本较低，有极少数为提高分辨率以八级杆为分析器。四级杆和八级杆原理非常类似，也分为圆柱杆和双曲面两种，圆柱杆加工方便，分辨率较低，双曲面加工困难，分辨率高。不过双聚焦分析器可以达到非常高的分辨率，常用于同位素质谱仪。
- 真空裝置。真空裝置用以保障电磁分离部分和检测器內的真空狀態，使离子得到更大的自由程，以便通过电磁分离器并到达检测器。
- 取样锥。一般由金属制成，常见的是铂锥和镍锥，铂锥成本较高但耐腐蚀性好。取样锥使等离子体发生器产生的等离子体中的离子进入电磁分离器并减少等离子体尾焰的干扰。
- 检测器，用來将离子数量转化为电信号。

## 样品要求
- 液体样品可以通过雾化器直接进样，高粘度液体需稀释或消解。某些元素也可用化学衍生的方法生成氢化物并导入等离子焰进行分析。
- 固体样品可以通过激光烧蚀（剥蚀）法或电子溅射法将样品引入等离子体焰。这些方法可以完成原位分析。

## 样品處理
- 酸消解法：在锥形瓶中用盐酸、硝酸、高氯酸、过氧化氢等按一定比例加入样品中。在电热板上加热，使样品完全液化。一定要在通风橱中进行.如果用氢氟酸需用聚四氟乙烯容器溶样.
- 灰化法：在铂坩埚、石英坩埚加入样品并提高温度，用空气中的氧或人工提供的氧来缓慢氧化样品。使样品灰化，最后用少量酸溶样洗出残渣并溶解（灰化的残渣中如有不溶物需用酸溶解）。
- 微波消化法：类似于酸消解法，不过是在耐高压聚四氟乙烯罐内进行，减少了酸的挥发，降低试剂空白，也减少了Hg、Ga、As、Ge等元素挥发的量，微波加速了反应进行。
- 熔样法：在铂坩埚、镍坩埚、裂解石墨坩埚和石英坩埚内用适当的熔剂熔融样品。使样品溶于水或酸溶液。
- 用于原位固体样品表面样清洁并抛光。

## 通用性
ICP-MS可以于GC(气相色谱法)、HPLC（高效液相色谱法）等方法联用，用于元素形态分析。 

## 优缺点
优点是灵敏度高，动态范围宽阔，测试速度快，可以进行同位素分析。缺点是对操作人员技术要求高，对环境要求高，运行成本和仪器售价很高，